# Día del Pasillo ecuatoriano
El día del pasillo ecuatoriano es un día festivo relacionado con el pasillo. La fecha del mismo es el 1 de octubre, celebrada desde 1993 por decreto ejecutivo durante la presidencia de Sixto Durán Ballén, en memoria de Julio Jaramillo, por ser considerado el mayor exponente de este género musical.
Por motivo de este día, en Ecuador se realizan actividades diversas año a año para conmemorar este día. Entre las más usuales se encuentran la romería a la tumba de Julio Jaramillo, además de conciertos y charlas sobre el pasillo.